# Armand (The Vampire Chronicles)
Armand é um personagem fictício da série de livros As Crônicas Vampirescas, da escritora Anne Rice. Apareceu pela primeira vez em Entrevista com o Vampiro (1976), e teve sua história contada no livro O Vampiro Armand (1998). Transformado em vampiro aos 17, Armand tem mais de 500 anos e sua aparência física é descrita como a de um lindo garoto adolescente, de 1,68 m, com cabelos ruivos cacheados, grandes olhos castanhos e dedos finos. Às vezes, suas feições são comparadas figurativamente às de um Cupido de Caravaggio ou de um anjo de Botticelli.
Ele também aparece nos livros O Vampiro Lestat, A Rainha dos Condenados, Memnoch, Sangue e Ouro, Príncipe Lestat, Príncipe Lestat e os Reinos de Atlântida e Comunhão do Sangue: Uma História do Príncipe Lestat.